# Canouville
Canouville är en kommun i departementet Seine-Maritime i regionen Normandie i norra Frankrike. Kommunen ligger i kantonen Cany-Barville som tillhör arrondissementet Dieppe. År 2022 hade Canouville 344 invånare.

## Befolkningsutveckling
Antalet invånare i kommunen Canouville
| Referens: INSEE |